# Shrawley
Shrawley – wieś w Anglii, w hrabstwie Worcestershire, w dystrykcie Malvern Hills. Leży 11 km na północny zachód od miasta Worcester i 172 km na północny zachód od Londynu.